# جان شیفر
جان رایان شِیفر (به انگلیسی: Jon Ryan Schaffer) ملقب به جان شیفر نوازنده گیتار و رهبر گروه پاور متال آمریکایی آیسد ارث در ۱۵ مارس ۱۹۶۸ در شهر فرانکلین ایالت ایندیا آمریکا متولد شد. او تنها عضو آیسد ارث است که از ابتدا به‌طور ثابت در گروه حضور داشته‌است.

## درباره

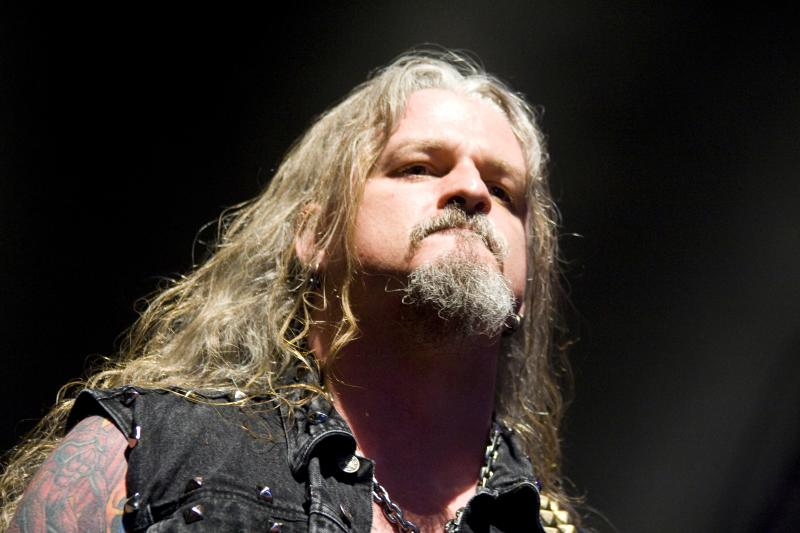
جان شیفر در حال اجرا با آیسد ارث در سال 2010

جان در ۱۴ سالگی اولین گیتار خود را به دست آورد و شروع به آموختن گیتار و آهنگسازی کرد. در ۱۶ سالگی به علت اخراج از دبیرستان مجبور به ترک خانه فامیلی خود شد. او به تامپا در فلوریدا نقل مکان کرد تا آنجا بتواند گروه موسیقی خود را تشکیل دهد و به آهنگسازی بپردازد. در ۱۹۸۵ بود که شیفر گروه پاور/ترش متال پورگاتوری را راه انداخت البته خیلی زود گروه به آیسد ارث تغییر نام داد. او در حال حاضر نوازنده گیتار و آهنگساز اصلی گروه و تنها عضو گروه‌است که از ابتدا در آیسد ارث حضور داشته. جان از ناحیه گردن آسیب دیده که علی الرغم عمل جراحی هنوز هم این آسیب او را اذیت می‌کند.
اولین دختر او و همسرش وندی در ۲۰۰۵ به دنیا آمد. مت بارلو خواننده فعلی آید ارث هم شوهر خواهر اوست.
جان شیفر همچنین در پروژه‌ای مشترک با خواننده بلایند گاردین، هانسی کورش، به نام دمونز اند ویزاردز شرکت داشته‌است.
جان در آهنگ‌های «Stormrider» از آلبوم Night of the Stormrider آیسد ارث و «God of Thunder» از یک آهنگ اجرای دوباره از کیس در آلبوم Tribute to the Gods نقش خواننده اصلی را بازی کرده‌است.
موسیقی دوران اولیه جان شیفر تحت تاثیر موسیقی گروه‌های چون کیس، آیرن میدن، جوداس پریست، الیس کوپر، متالیکا و بلک سبث است. آلبوم مورد علاقه او The Number of the Beast از آیرن میدن است بطوریکه دو آهنگ از این آلبوم توسط آیسد ارث دوباره نوازی شده‌است.